# Canary Wharf (revista)
Canary Wharf es una revista británica. Publicada por Runwild Media Group.
Contiene 130 páginas, impresas en papel satinado de alta calidad y es distribuida en ciento cuarenta puntos. Corporaciones financieras y empresas incluyendo HSBC, Barclays, Morgan Stanley y Credit Suisse, entre otras, reciben la revista de forma gratuita. Distribuida para los residentes locales y visitantes de la zona Canary Wharf en Londres.
Su editora es Ellen Blakeman.